# سولنهوفن
سولنهوفن (به آلمانی: Solnhofen) یک شهر در آلمان است که در وایسنبورگ-گونتسنهاوزن واقع شده‌است.